# Zandvaart (Gaasterland)
De Zandvaart (Fries en officieel: Sânfeart) is een kanaal in de streek Gaasterland in het zuidwesten van de provincie Friesland.
De Zandvaart begint in het zuidelijke punt van Gaasterland aan de IJsselmeerkust. Vanuit het uitzichtpunt Seedyk Kiekje kan men het natuurgebied Steile Bank zien. De vaart loopt in noordoostelijke langs de dijk tussen de polders Huitebuursterpolder en Huitebuersterbûtenpolder. Vanaf de vaart loopt een sloot in noordwestelijke richting naar molen 't Zwaantje bij Nijemirdum. De Zandvaart met een lengte van vijf kilometer loopt ten zuiden van buurtschap Hooibergen naar het meer Sondelerleien.

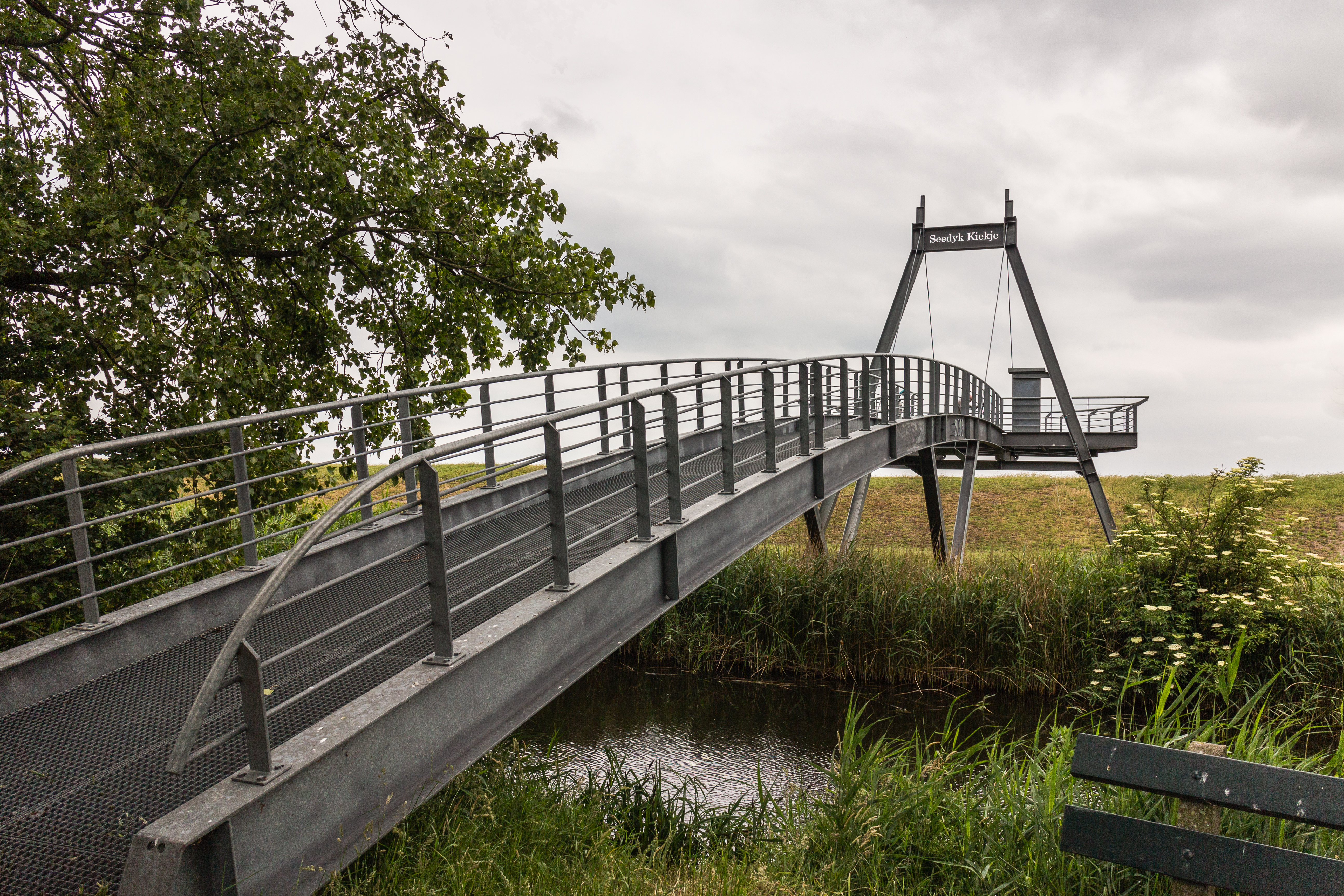
De Zandvaart onder het Seedyk Kiekje